# 염규빈
염규빈은 현대건설 야구단의 전 야구 선수다. 1995년 한화의 지명을 받았으나 실업야구를 택했다.

## 출신 학교
- 부경고등학교
- 홍익대학교

## 같이 보기
- 1995년 현대건설 야구단 시즌